# Can Sabadell del Turó de la Peira (Barcelona)
Can Sabadell fou una antiga masia ubicada als terrenys del dipòsit de l'Entitat Metropolitana del Transport i de la parròquia de la Mare de Déu de Fàtima, a l'espai ocupat entre el carrer de Peñalara, el passatge Grau i el carrer de Rosario. El seu nom gairebé ja no es conserva a la memòria col·lectiva de la població de Nou Barris. Va ser enderrocada, el 1959, amb motiu de la urbanització del passeig de Fabra i Puig i de l'entorn on es localitzava. Molt a prop de l'actual carrer Peñalara i passatge Grau.